# Собія (напій)

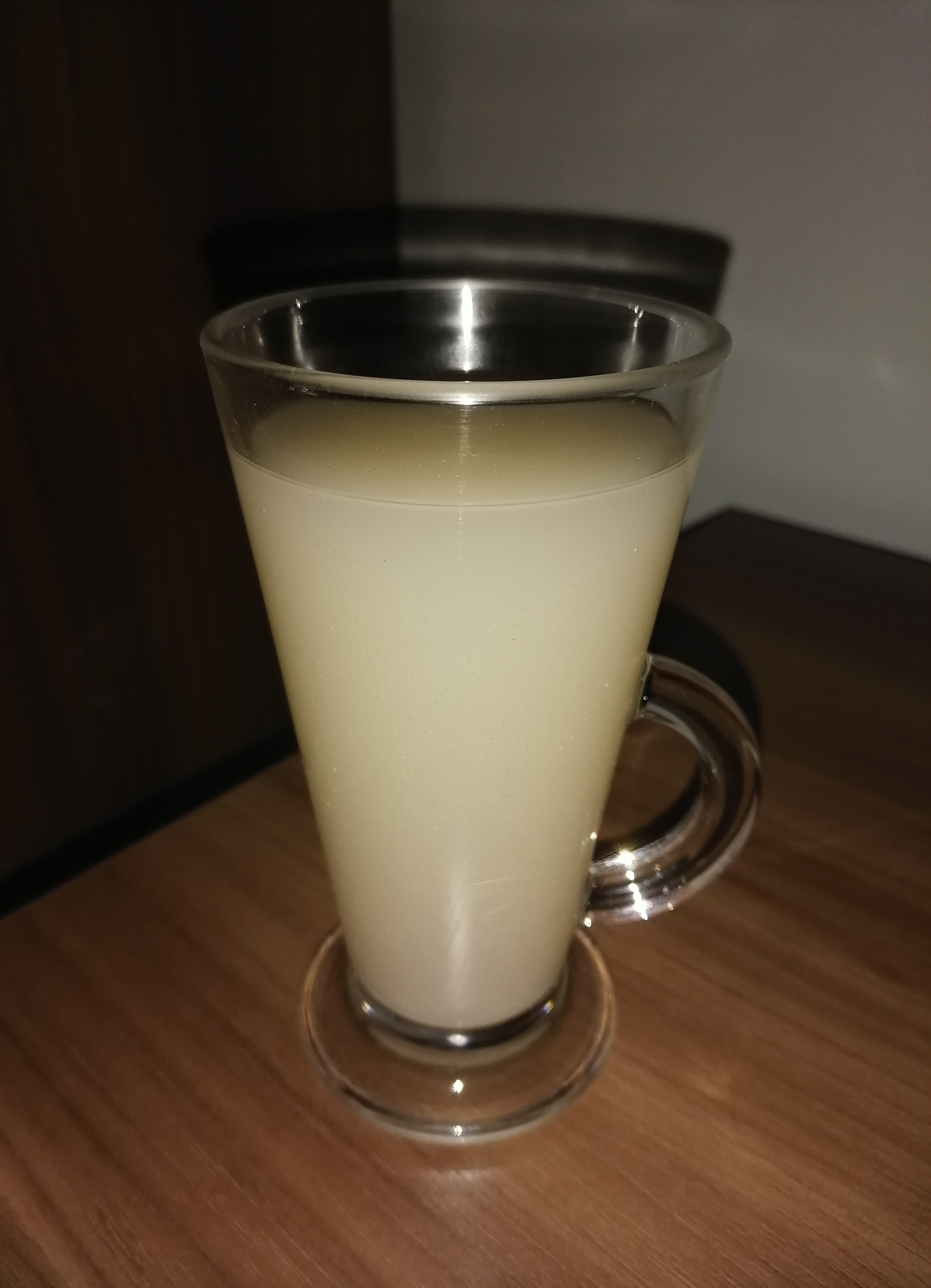
File:كأس سوبيا.jpg

Собія ( араб. سوبيا   ) — один із найпопулярніших напоїв у Єгипті, який вживають переважно під час священного місяця Рамадан.
Традиційний єгипетський напій, який виготовляють з рису, молока, кокосового молока, цукру з додаванням ванілі.

## Історія
Єгипетські паломники привезли напій до регіону Хіджаз, що у Саудівській Аравії, де його виготовляють із ячменю та вівса.

## Виробництво
Напій (сироп) Собія готується з інгредієнтів: ячменю, сухого хліба, вівса або родзинок.
Після проціджування додають  цукор, кардамон і корицю. П'ють охолодженим з льодом. 
Напій буває різних кольорів:
білий – отримують з ячменю;
червоний із смаком полуниці, коли до нього додають тамаринд.
Рекомендується випити протягом двох-трьох днів, оскільки після цього він втрачає свою поживну цінність.  Вважається освіжаючим напоєм.
Існують і інші способи приготування на основі молока і ванілі, що є найпоширенішим способом в Єгипті.

## Алкоголь (спирт) і бродіння
Управління з питань харчових продуктів і медикаментів Саудівської Аравії вказало, що під час самобродіння соків і напоїв, що є природною хімічною реакцією з додаванням цукру утворюється невеликий відсоток етилового спирту (алкоголю). 
Напій собія після 2-х діб здатний до бродіння.
Під час дослідження для визначення відсотка етилового спирту (алкоголю) в зразках собіа і при зберіганні більше 2 діб він становив: через 24 год. 2,3%, через 48 годин збільшився до 4,2%, через 72 години  досяг 6,8%. 